# Sabaragamuwa

Provinsens läge på Sri Lanka

Sabaragamuwa (singalesiska: සබරගමුව පළාත Sabaragamuwa Palata) är en provins i Sri Lanka. Huvudstaden är Ratnapura.

## Administrativ indelning
Provinsen är indelad i två distrikt.
- Ratnapura
- Kegalle